# アズウェル
株式会社アズウェルは、かつて存在した医薬品・医療機器・医療用検査試薬・介護用品・健康食品・一般用医薬品等の卸売販売を行う企業であった。本社を大阪府大阪市中央区石町2-2-9に置いていた。
現在、卸売業は事業を譲り受けた福神株式会社から商号変更したアルフレッサが行っているが、当社もアルフレッサ ファーマ株式会社に商号変更し、医薬品等製造事業を行っている。

## 概要
- 本社:大阪府大阪市中央区石町二丁目2番9号
- 代表取締役社長:横井太
- 資本金:8,470百万円
- 従業員:3,839名

## 大株主
- アズウェル社員持株会 10.30%
- 三共株式会社 3.25%
- エーザイ株式会社 2.49%
- 株式会社フルヘルス 2.45%

## 沿史
- 1998年（平成10年）10月 - 日本商事株式会社および昭和薬品株式会社が合併し、株式会社アズウェルに商号変更。名古屋証券取引所第一部に上場。
- 1999年（平成11年）2月 - 愛知県名古屋市に「健康文化館」設立。
- 2000年（平成12年）
  - 4月 - アズウェルと神奈川県横浜市の高木薬品が合併。
  - 9月 - 兵庫県神戸市に「兵庫物流センター」開設。
  - 10月 - 中川安株式会社および中央興医会株式会社を合併。
  - 12月 - 東京証券取引所第一部に上場。
- 2002年（平成14年）
  - 5月 - 埼玉県新座市に首都圏物流センターを設立。
  - 6月 - 連結子会社の調剤薬局として、永光薬品を分離独立。連結子会社の大商薬品産業およびサムが合併し、エーエムエスを設立。
- 2003年（平成15年）
  - 1月 - 連結子会社のネオーラを解散。
  - 2月 - 福神とアズウェルを中心に、アルフレッサ・アルフレッサ日建産業・安藤・岩渕薬品・小田島・ケーエスケー・恒和薬品・シーエス薬品・四国アルフレッサ・成和産業・常盤薬品・明祥・モロオ・琉薬と共同で、株式会社SAFEを設立。
- 2004年（平成16年）10月 - 福神と共同で持株会社・アルフレッサ ホールディングス株式会社を設立。

## 売上高上位のメーカー
- ファイザー、三共、山之内製薬、中外製薬、エーザイ、ノバルディスファーマ、第一製薬、小野薬品工業、萬有製薬、協和発酵工業、藤沢薬品工業、花王、ライオン、明治製菓、大正製薬、池田模範堂（ムヒ）、興和、全薬工業、塩野義製薬